# Útěk uprchlíků přes rozbitý most v Koreji

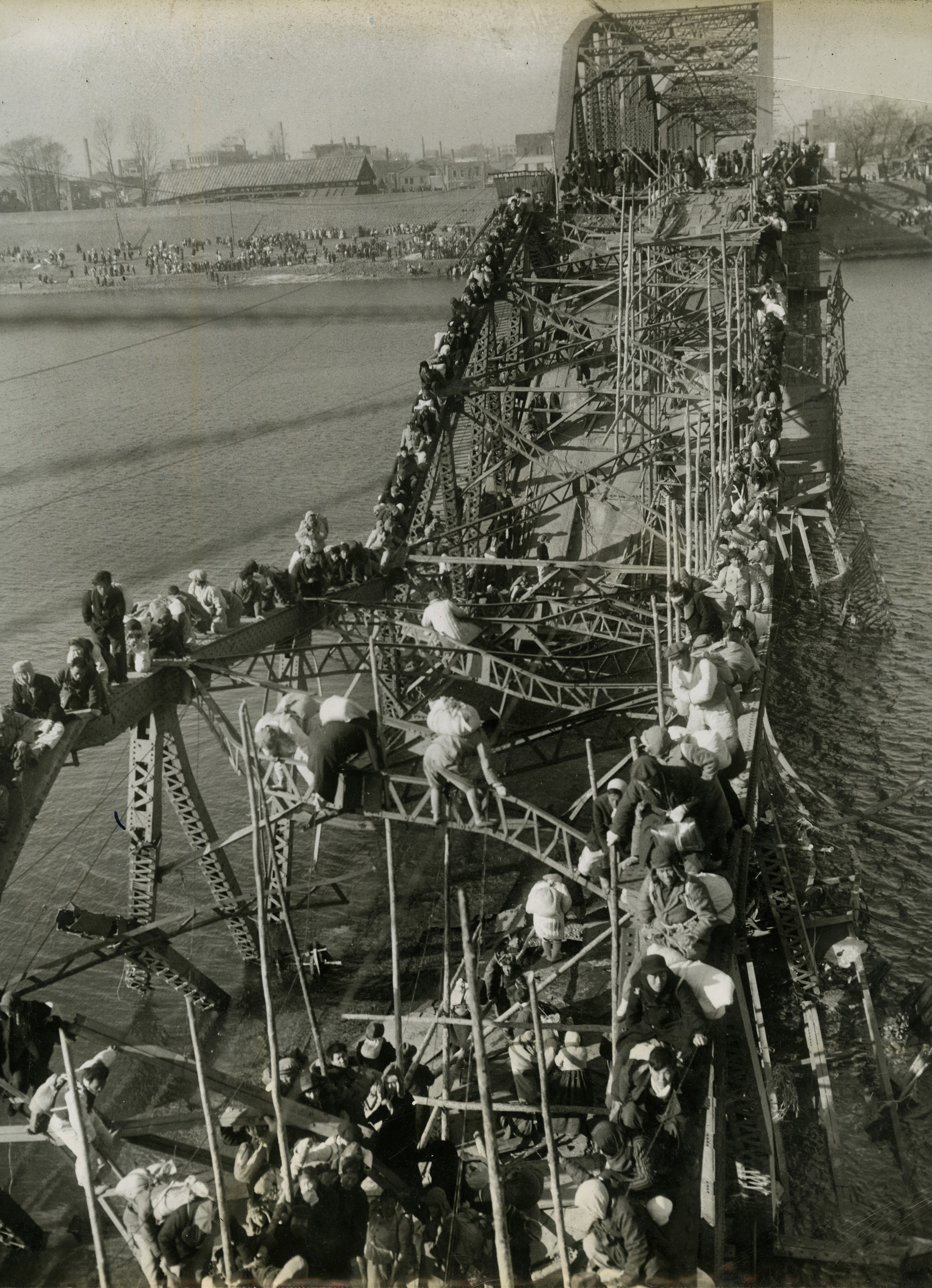
Útěk uprchlíků přes rozbitý most v Koreji, vítěz Pulitzerovy fotografické ceny, autor: fotograf agentury Associated Press Max Desfor

Útěk uprchlíků přes rozbitý most v Koreji (anglicky Flight of Refugees Across Wrecked Bridge in Korea) je fotografie Maxe Desfora z Associated Press pořízená 4. prosince 1950, na zničeném mostě přes řeku Tedong poblíž Pchjongjangu v Severní Koreji. Tisíce civilistů bojují s ledovou vodou řeky Tedong a míří na jih od Pchjongjangu, aby unikli postupujícím komunistickým silám během korejské války, kterou Desfor v té době fotograficky dokumentoval. Fotografie v následujícím roce získala Pulitzerovu cenu.

## Pozadí
Během korejské války bitva u Inčchonu obrátila vítězství proti Korejské lidové armádě na stranu Američanů, kteří bojovali pod velením OSN. Osmá armáda USA, která tvořila většinu sil OSN, poté začala velmi rychle postupovat k čínským hranicím, ale v bitvě u řeky Čchongčchon byla poražena poté, co se na severokorejskou stranu přidal velký počet čínských vojáků. Silám OSN byl vydán rozkaz na ústup zpět na Korejský poloostrov a ústup dlouhý 190 km byl nejdelší ústup v americké vojenské historii.

## Pořízení fotografie
Max Desfor (8. listopadu 1913 – 19. února 2018), fotograf Associated Press, cestoval s vojáky první linie a dokonce se zúčastnil seskoku padákem se 187. pěším plukem. Poté, co americké jednotky začaly prchat na jih, byl Desfor schopen zabavit džíp se dvěma dalšími reportéry a armádním signalistou. Překročili řeku Tedong na pontonovém mostě OSN. Při jízdě podél jižního pobřeží řeky zpozorovali, jak korejští uprchlíci překračují řeku pěšky, kde byla pokryta ledem, a pomocí malých člunů, kde řeka zamrznutá nebyla. Dále na jižním pobřeží narazili na zničený most, kde viděli stovky Korejců, jak se pokoušejí překonat rozbité nosníky mostu. Bylo 4. prosince 1950, začínala zima, a Desforův fotoaparát kvůli mrazu špatně fungoval.

## Desforova návštěva Koreje v roce 2010
V červnu 2010 se Desfor vrátil do Koreje k 60. výročí války a sdílel některé ze svých myšlenek. „Ptám se kohokoli, kdo bude poslouchat – proč se slaví začátek války? Oslavují samozřejmě začátek, protože válka nikdy nekončí – stále pokračuje.“ Desfor také hovořil o svém působení v první linii s vojáky, a přesto, že je hrdý na svou fotografii oceněnou Pulitzerovou cenou, věří, že během války pořídil lepší fotografie. O samotné válce říká: „Korejská válka je označována jako Zapomenutá válka a hlavním důvodem je, že [američtí vojáci] nikdy po svém návratu neoslavovali v průvodu, nikdy nedostali úlevu, nikdy nebyli připomínáni za své úsilí za provedenou práci. Byli úplně zapomenuti.“

## Galerie
Existují další snímky, které na počátku prosince 1950 pořídili fotografové americké armády a zobrazují scény, jež bylo možné pozorovat na řece Tedong.

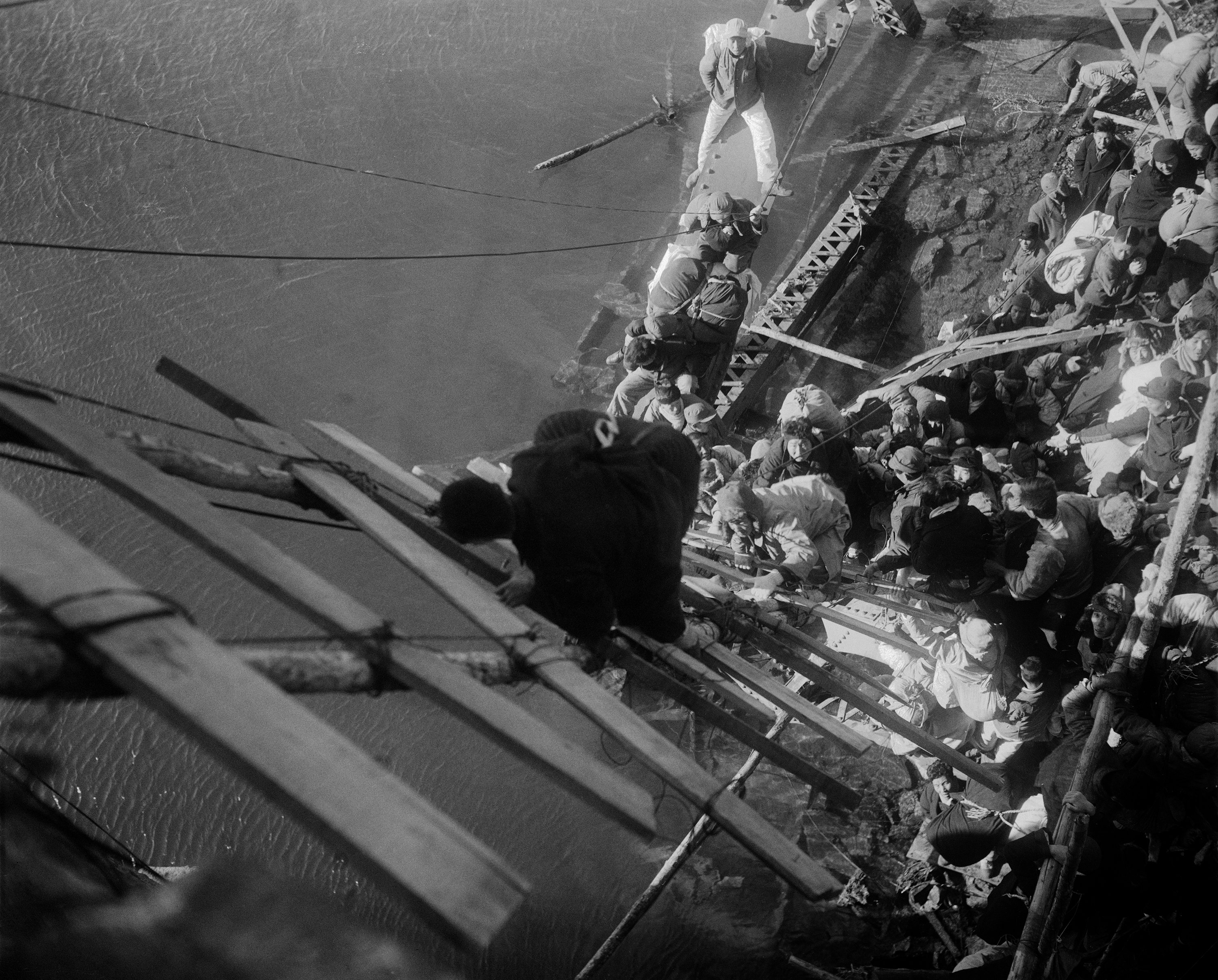
Další fotografie, kterou pořídil Max Desfor na mostě z jiného pohledu
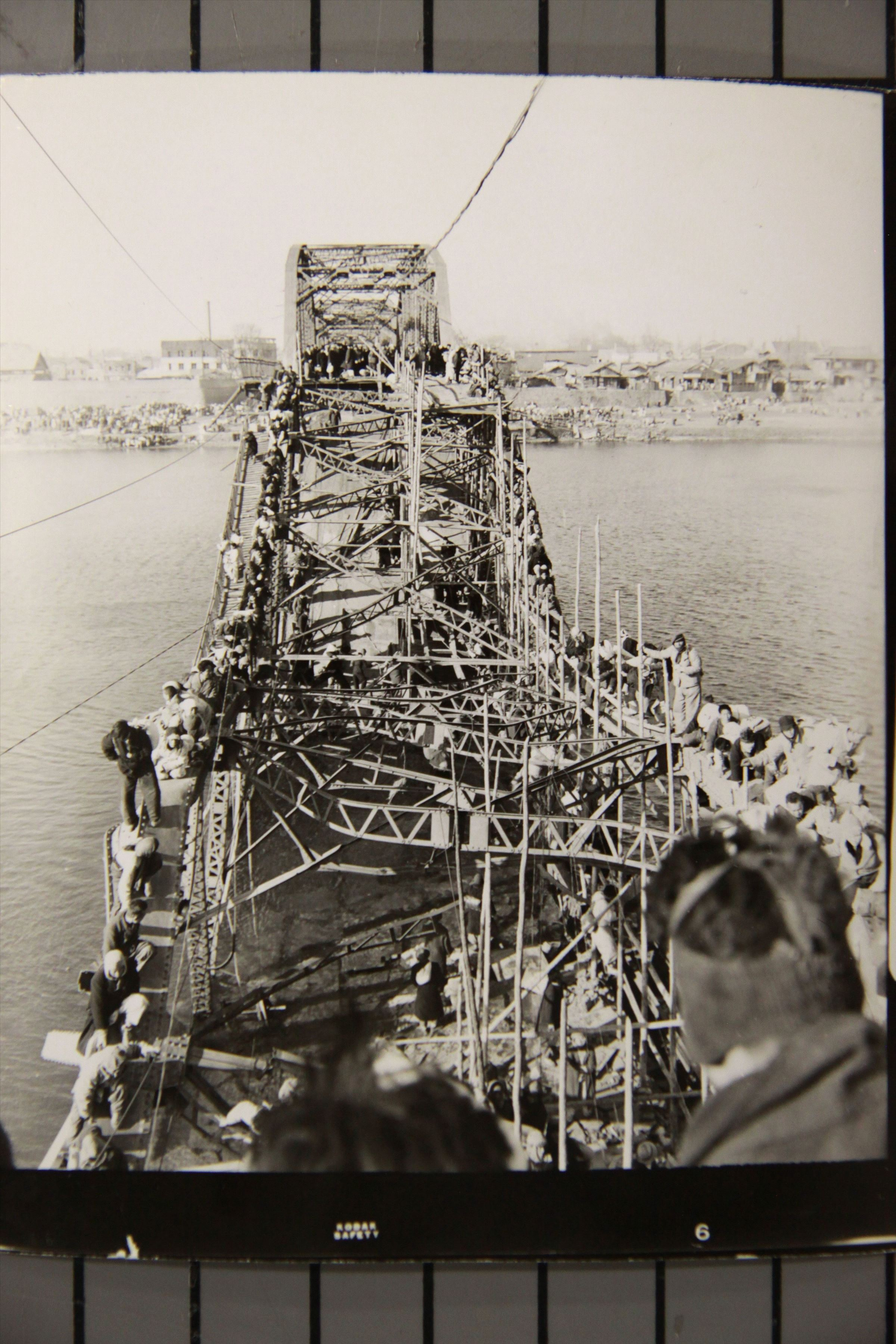
Scéna na mostě dle údajů u fotografie o den dříve, 3. prosince 1950, autor: seržant D. Helms
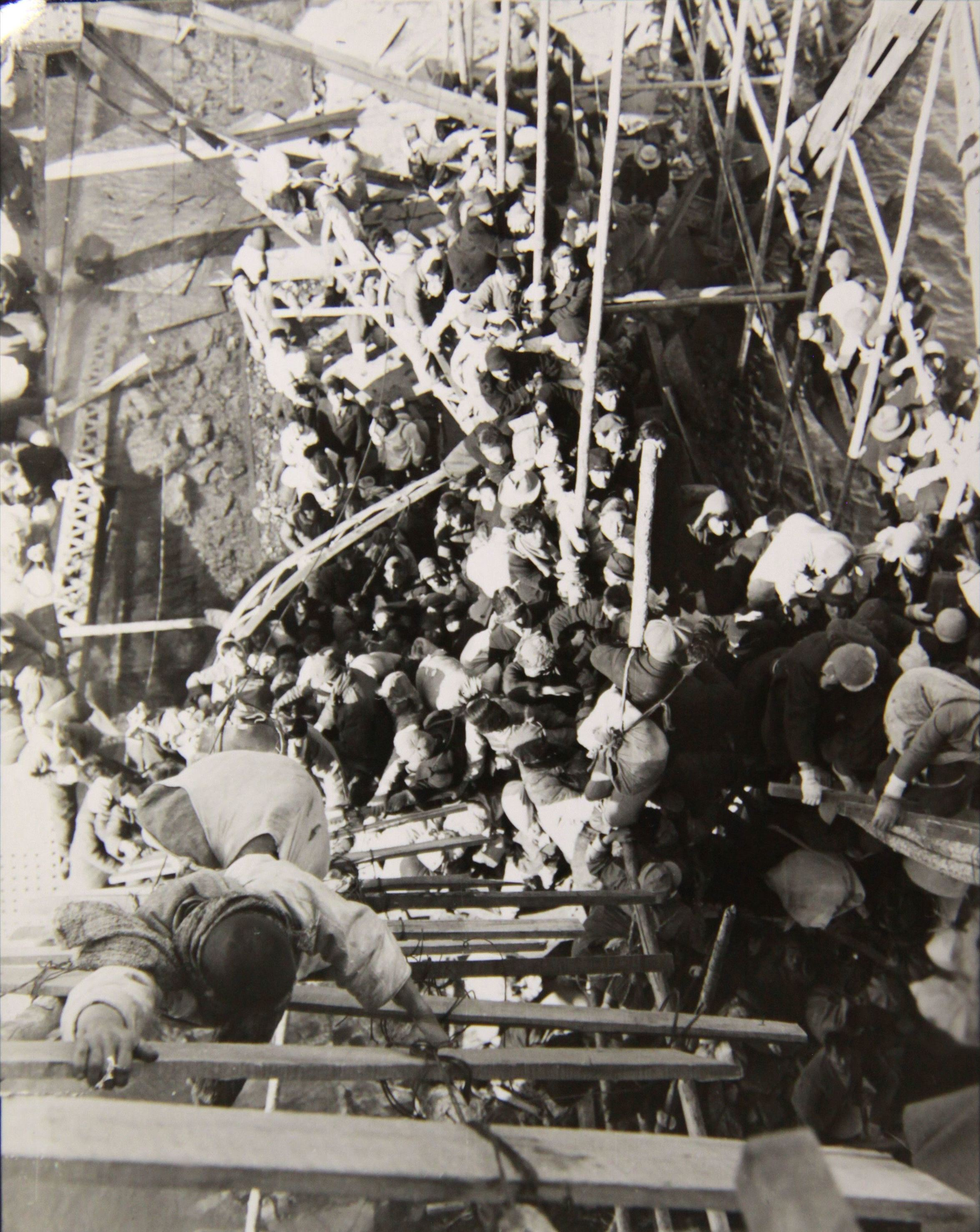
Scéna na mostě dle údajů u fotografie o den dříve, 3. prosince 1950
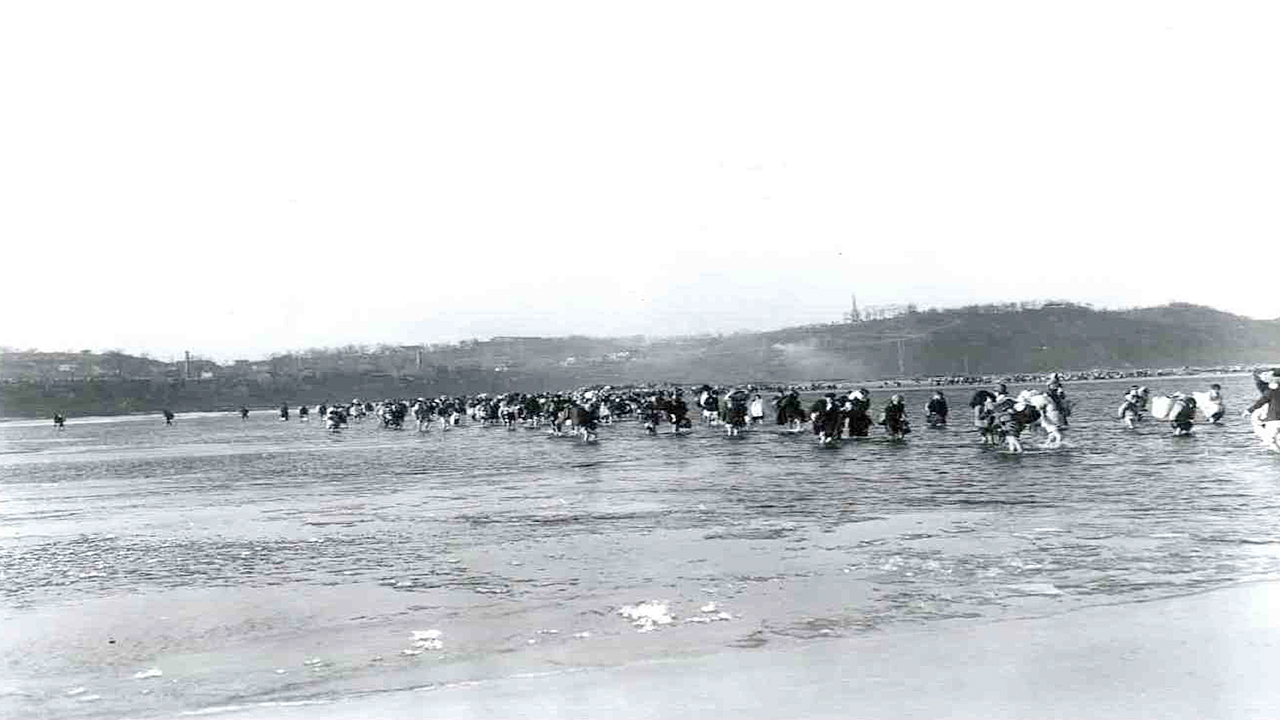
Lidé brodí řeku, ve které jsou vidět kusy ledu, 3. prosince 1950
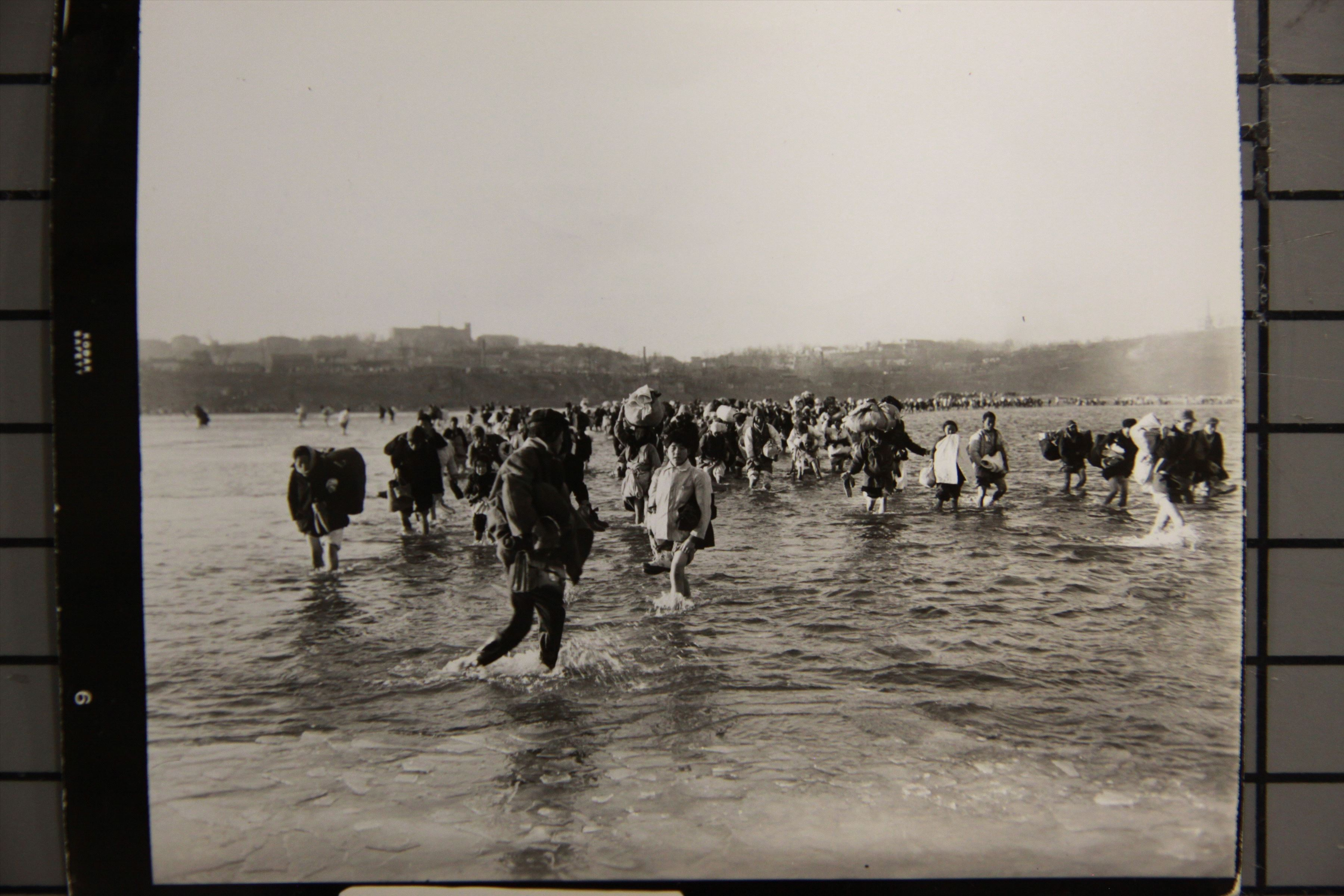
Korejští uprchlíci překračují řeku
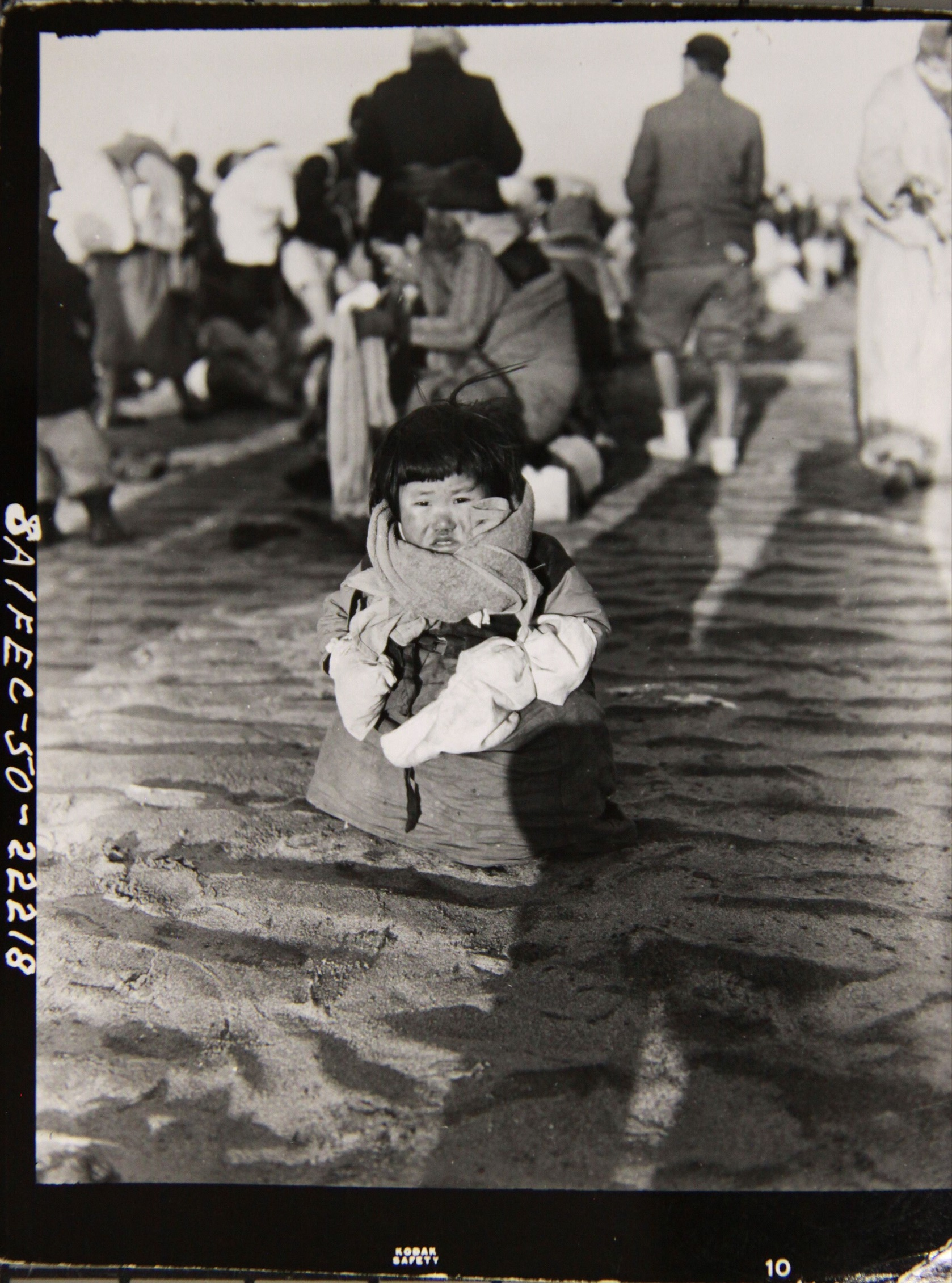
Utíkaly celé rodiny, včetně dětí
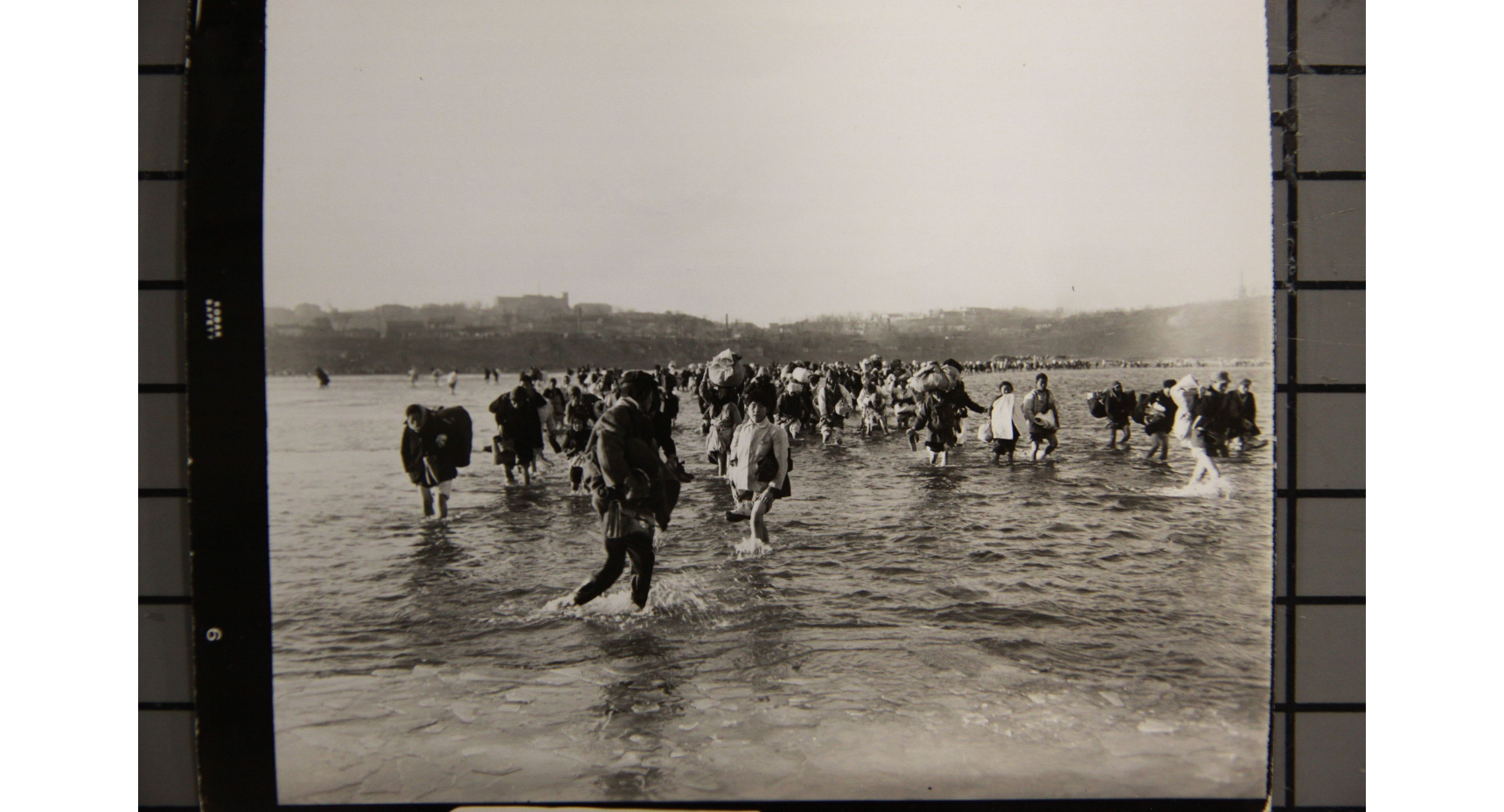
Korejští uprchlíci překračují řeku